# Jüdischer Friedhof (Rheine, Lingener Straße)

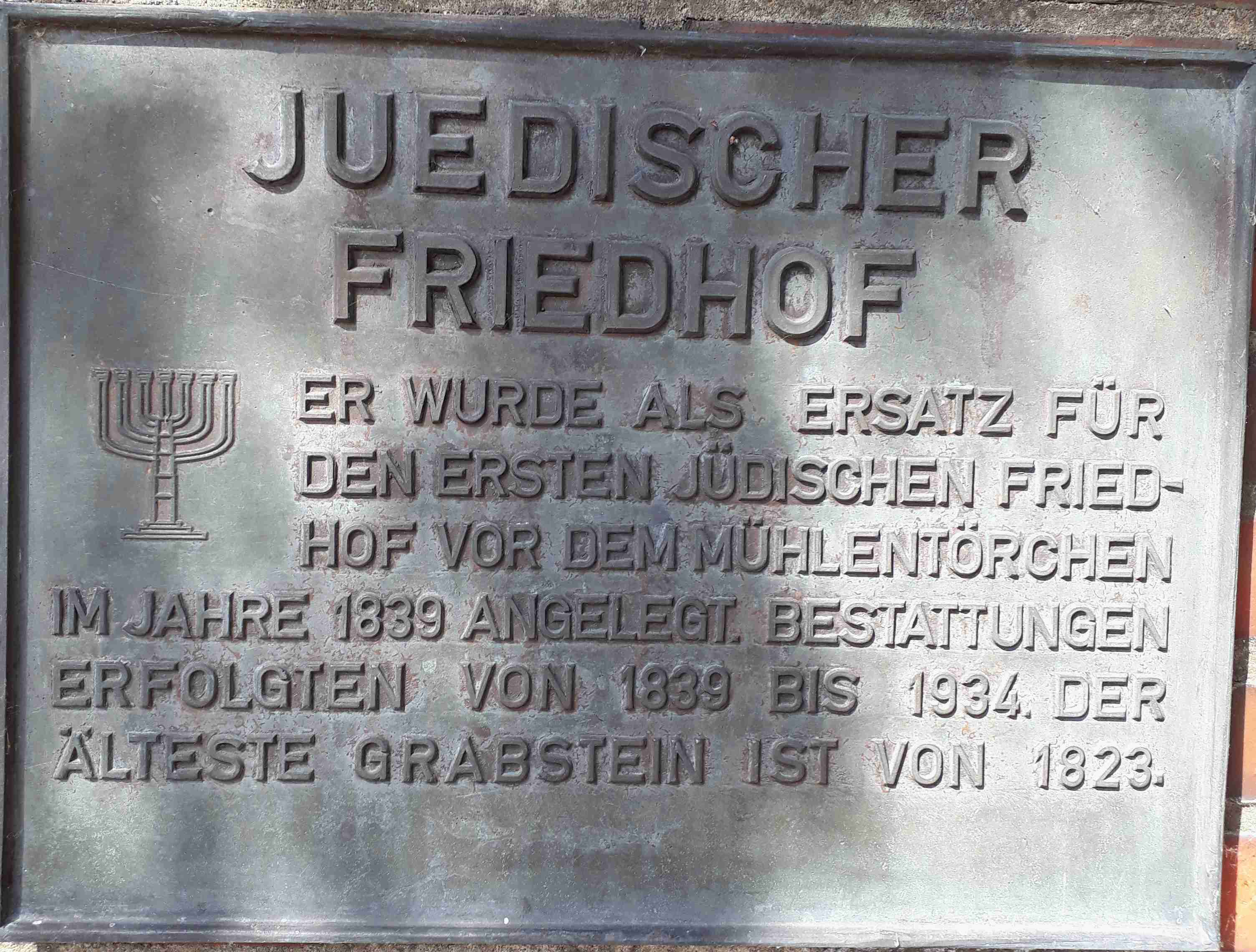
Gedenktafel am 2. Jüdischen Friedhof in Rheine

Der Jüdische Friedhof in Rheine, Lingener Straße, genannt auch Alter Jüdischer Friedhof, befindet sich in der Stadt Rheine im Kreis Steinfurt in Nordrhein-Westfalen. Als jüdischer Friedhof ist er ein Baudenkmal. Auf dem Friedhof in der Lingener Straße sind 65 Grabsteine erhalten. 

## Geschichte
Der Friedhof wurde von 1839 bis 1934 belegt. Dieser Friedhof wurde 1938 enteignet und weiterverkauft.